# 1888
- Wikisource

| Calendário gregoriano                                                        | 1888 MDCCCLXXXVIII                   |
| Ab urbe condita                                                              | 2641                                 |
| Calendário arménio                                                           | 1337 – 1338                          |
| Calendário bahá'í                                                            | 44 – 45                              |
| Calendário budista                                                           | 2432                                 |
| Calendário chinês                                                            | 4584 – 4585 Início a 12 de fevereiro |
| Calendário copta                                                             | 1604 – 1605                          |
| Calendário etíope                                                            | 1880 – 1881                          |
| Calendários hindus - Vikram Samvat - Calendário nacional indiano - Cáli Iuga | 1943 – 1944 1809 – 1810 4988 – 4989  |
| Calendário Holoceno                                                          | 11888                                |
| Calendário islâmico                                                          | 1306 – 1307                          |
| Calendário judaico                                                           | 5648 – 5649                          |
| Calendário persa                                                             | 1266 – 1267 Início a 20 de março     |
| Calendário rúnico                                                            | 2138                                 |
| Calendário solar tailandês                                                   | 2431                                 |

1888 (MDCCCLXXXVIII, na numeração romana)  foi um ano bissexto do século XIX  do actual Calendário Gregoriano, da Era de Cristo, e as suas letras dominicais foram  A e G (52 semanas), teve início a um domingo e terminou a uma segunda-feira.
| Ano completo                       |
| ---------------------------------- |
| Ano bissexto com início ao domingo |

## Eventos
- Fundação de Uberlândia, a segunda cidade mais populosa do estado brasileiro de Minas Gerais.
- Santiago Ramón y Cajal descobre as leis que regem a morfologia das células nervosas do cérebro e demonstra que a sua relação não é de continuidade, mas sim de contiguidade.
- John Boyd Dunlop patenteia o Pneu, re-inventado para as rodas do triciclo do seu filho, no ano anterior.
- Inicia-se a construção do Viaduto do Chá, que é interrompida um mês depois.
- Fundação da IBM, empresa de computação, que surgiu na época com a especialidade de produzir calculadoras eletromecânicas a base de cartões perfurados.
- Ataques de Jack, o estripador na Inglaterra.
- Fundação da Brahma, empresa brasileira pelo suíço Joseph Villiger.
- Plantado o maior cajueiro do mundo localizado em Natal no Brasil.
- É declarada a abolição na cidade de Goiana, a primeira a fazê-lo em Pernambuco.
- Fundação do Império do Espírito Santo do Posto Santo, freguesia do Posto Santo, ilha Terceira.[1]
- Fundação da escola primária masculina das Doze Ribeiras, ilha Terceira, que algumas décadas depois se seguiu a feminina. O estabelecimento funcionou em diversas casas, transformadas em escolas improvisadas, até ser construído em 1958-1960, pela Junta Geral do Distrito Autónomo de Angra do Heroísmo, um edifício escolar do Plano dos Centenários.
- Elevação a paróquia da Igreja de Santo Antão do concelho da Calheta.[2]
- Fundação da Sociedade Filarmónica Recreio e Progresso dos Lavradores, freguesia de Santo Antão, Calheta, ilha de São Jorge.

### Janeiro
- 27 de Janeiro - Inaugurada a National Geographic Society nos Estados Unidos
- 29 de Janeiro - Naufraga na Vila do Porto, Ilha de Santa Maria, uma barca norueguesa, a "Saga", provinda da Jamaica.

### Abril
- 8 de Abril - A tela Independência ou Morte, de Pedro Américo, foi exposta pela primeira vez na Academia Real de Belas Artes de Florença antes de ser entregue ao governo paulista três meses depois, para integrar a coleção do Museu Paulista.

### Maio
- 13 de maio - Princesa Isabel assina a lei de libertação dos escravos (Lei Áurea), abolindo assim a escravidão no Brasil.

### Junho
- 2 de junho - O matutino Jornal de Notícias foi fundado na cidade portuguesa do Porto
- 24 de junho - Inauguração da atual Basílica Velha de Aparecida.

### Agosto
- 28 de agosto - Fundação da cidade de Araguari.
- 31 de agosto - Fundação da cidade de Uberlândia.

### Outubro
- 9 de outubro - Abertura do Monumento de Washington a visitação pública.
- 14 de outubro - Roundhay Garden Scene, filmado pelo inventor francês Louis Le Prince, um curta-metragem de 2 segundos de duração, é reconhecido como o primeiro filme da História.

### Novembro
- 9 de novembro – Naufrágio no sítio das “Três Pedras", a 400 metros do Porto da Calheta, Vila da Calheta de um falucho de nacionalidade portuguesa, de nome "Amizade".

### Dezembro
- 23 de dezembro - Sofrendo de depressão, Vincent Van Gogh, pintor pós-impressionista holandês, corta parte da sua orelha esquerda.

## Nascimentos
- 2 de janeiro - Carlos Quintanilla Quiroga, presidente da Bolívia de 1939 a 1940 (m. 1964).
- 18 de janeiro - Dilermando de Assis, militar e escritor brasileiro (m. 1951).
- 19 de março - Josef Albers, pintor alemão (m. 1976).
- 20 de março - Santo Irmão Cirilo Bertrán (José Sanz Toledor), santo e mártir de Turón (m. 1934).
- 4 de abril - António Mendes Correia, antropólogo português (m. 1960).
- 3 de maio - Beulah Bondi, atriz estadunidense (m. 1981).
- 13 de maio - Inge Lehmann,geodesista e sismologista dinamarquesa (m. 1993).
- 13 de junho - Fernando Pessoa, escritor português (m.1935).
- 17 de junho - Heinz Guderian, general alemão e principal teórico da utilização de forças blindadas em batalha, na Segunda Guerra Mundial (m. 1954).
- 24 de junho - Gerrit Rietveld, arquiteto holandês. (m. 1964).
- 6 de julho - Eugen Rosenstock-Huessy, pensador alemão. (m. 1973).
- 10 de julho - Giorgio de Chirico, pintor grego. (m. 1978).
- 14 de agosto - Rosa Ramalho, barrista portuguesa.  (m. 1977).
- 28 de agosto - Eduardo Santos Montejo, Presidente da República da Colômbia de 1938 a 1942 (m. 1974).
- 3 de setembro - Nereu Ramos, Presidente da República do Brasil de 11 de novembro de 1955 a 31 de janeiro de 1956.
- 6 de outubro - Roland Garros, tenista e aviador francês (m. 1918).
- 29 de novembro - Manuel Gonçalves Cerejeira, 14.º Cardeal-Patriarca de Lisboa (m. 1977).
- 16 de dezembro - Alexandre I da Iugoslávia, Rei dos Sérvios, Croatas e Eslovenos de 1921 a 1929 e Rei da Iugoslávia de 1929 a 1934 (m. 1934).
- 18 de dezembro - Gladys Cooper, atriz britânica (m. 1971).
- 26 de Setembro - T. S. Eliot, autor, dramaturgo e crítico literário inglês. (m. 1965).

## Mortes
- 29 de janeiro - Edward Lear, pintor e escritor inglês (n. 1812).
- 31 de janeiro - Dom Bosco, santo católico (n.1815).
- 5 de fevereiro - Anton Rudolf Mauve, pintor neerlandês (n. 1838).
- 6 de março - Louisa May Alcott, escritora estadunidense (n. 1832).
- 9 de março - Guilherme I da Alemanha (n. 1797).
- 23 de março - Morrison Waite, Chefe de Justiça dos Estados Unidos (n. 1816).
- 29 de março - Charles-Valentin Alkan, compositor e pianista francês (n. 1813).
- 5 de abril - Vsevolod Garshin, escritor russo (n. 1855).
- 15 de abril - Matthew Arnold, escritor e poeta inglês (n. 1822).
- 26 de maio - Ascanio Sobrero, químico italiano (n. 1812).
- 15 de junho - Frederico III da Alemanha (n. 1831).
- 9 de agosto - Charles Cros, poeta e inventor francês (n. 1842).
- 16 de agosto - John Pemberton, farmacêutico e inventor estadunidense, o criador da Coca-Cola (n. 1831).
- 23 de agosto - Philip Henry Gosse, naturalista britânico (n. 1810).
- 24 de agosto - Rudolf Julius Emanuel Clausius, físico e matemático alemão (n. 1822).
- 31 de agosto - Mary Ann Nichols, primeira vítima conhecida de Jack, O Estripador (n. 1845).
- 8 de setembro- Annie Chapman, segunda vítima conhecida de Jack, O Estripador (n. 1841).
- 23 de setembro - António Moniz Barreto Corte Real, político, jornalista, escritor e professor liceal português (n. 1804).
- 30 de setembro-Elizabeth Stride, terceira vítima conhecida de Jack, O Estripador e a primeira vítima da noite do evento duplo.
- 30 de setembro-Catherine Eddowes, quarta vítima conhecida de Jack, O Estripador e a segunda vítima da noite do evento duplo.
- 9 de novembro-Mary Jane Kelly, quinta e última vítima de Jack, O Estripador.

## Por tema
- 1888 na arte
- 1888 no Brasil
- 1888 na ciência
- 1888 no cinema
- 1888 no desporto
- 1888 no jornalismo
- 1888 na literatura
- 1888 na música
- 1888 na televisão